# Honda Spirior
Honda Spirior (кит. 思铂睿; пиньинь Sībóruì) — среднеразмерный седан японской компании Honda, представленный в 2009 году.

## Первое поколение (2009)
Первое поколение Honda Spirior являлось ребеджингом восьмого поколения Honda Accord и Acura TSX для Японии и Северной Америки. Производство началось в августе 2009 года в Китае подразделением Dongfeng Honda. В то же время восьмое поколение Honda Accord для североамериканского и азиатско-тихоокеанского рынков производилось совместным предприятием GAC Honda.

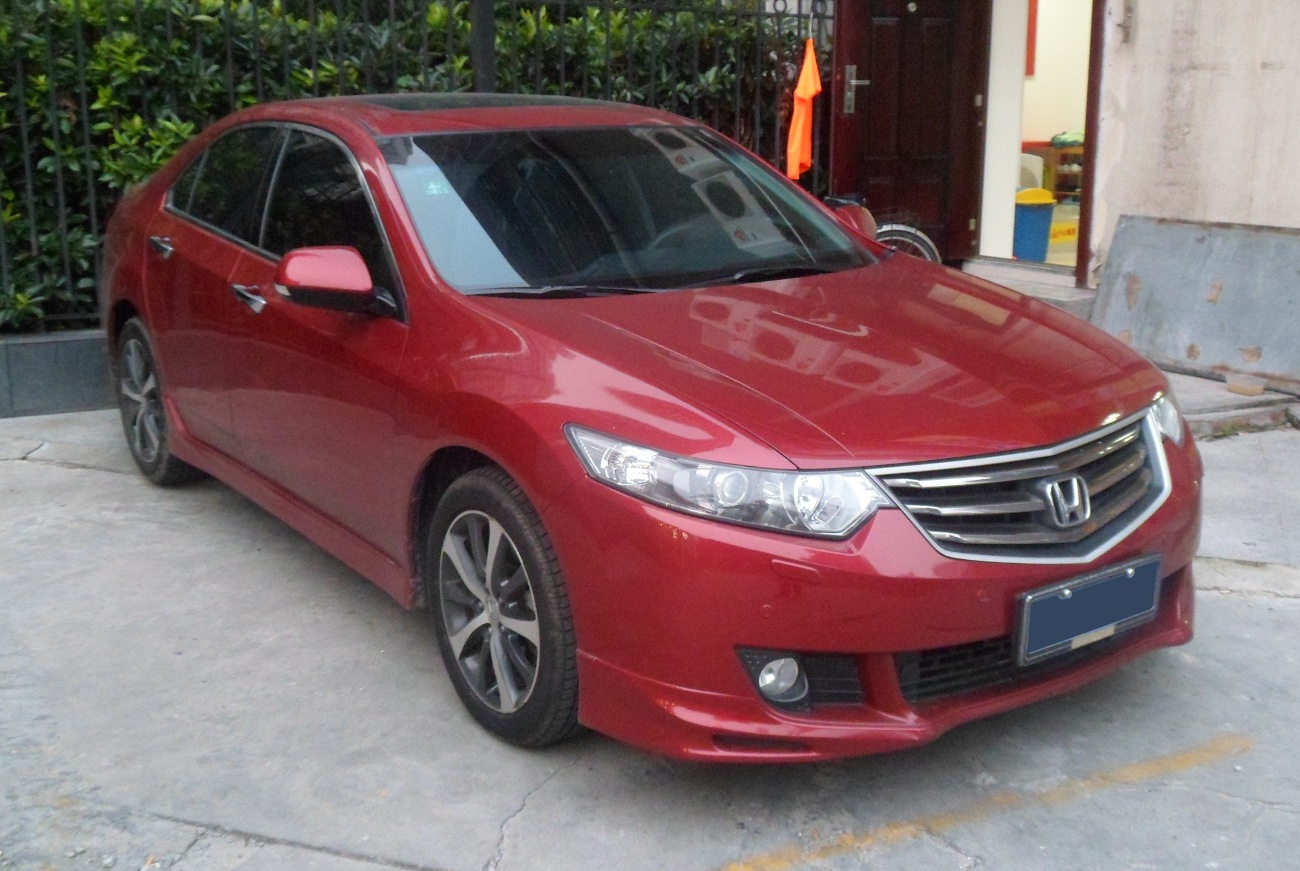
Вид спереди
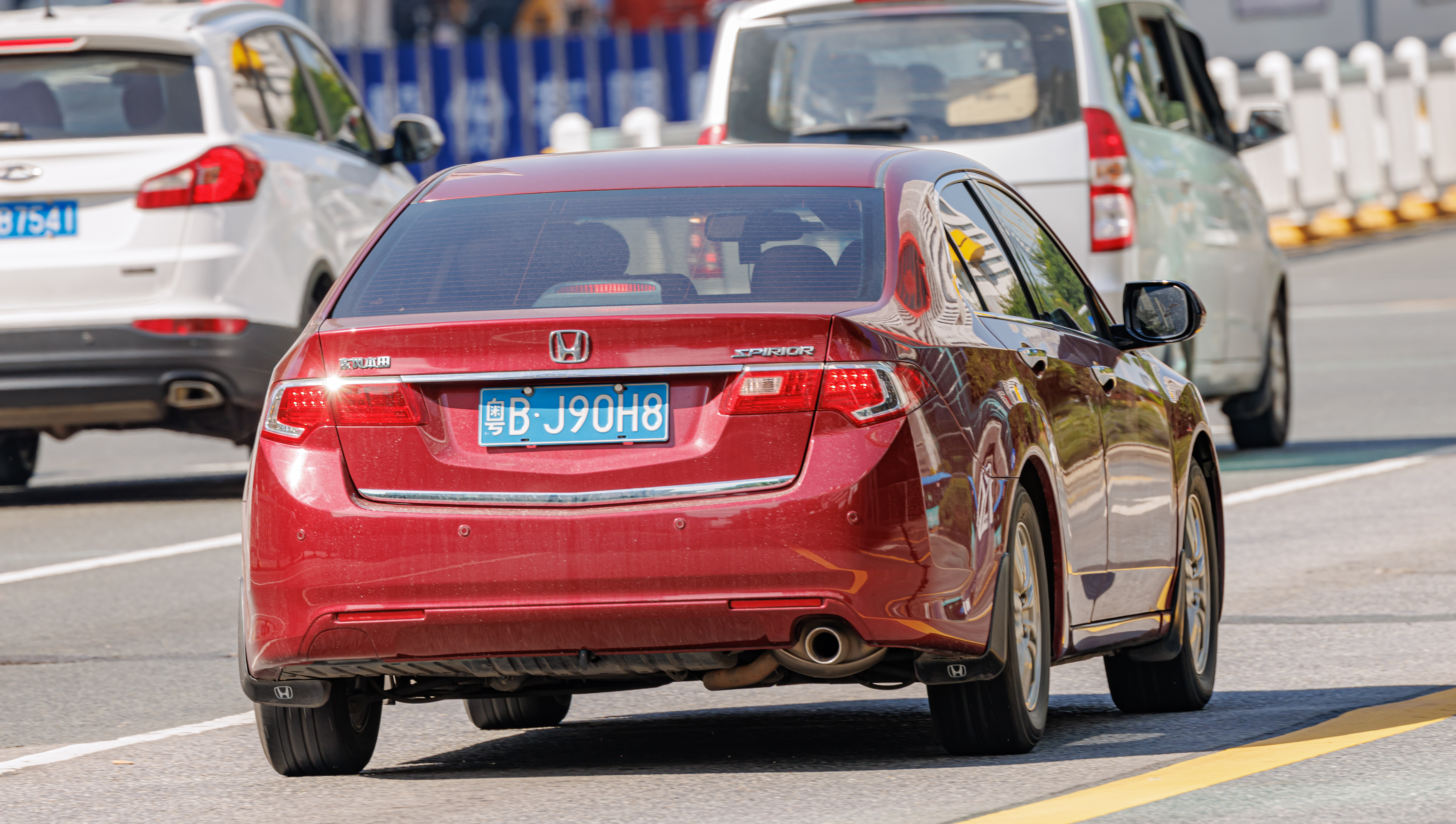
Вид сзади

## Второе поколение (2015)
Концепт второго поколения Spirior был представлен в 2014 году на Пекинском автосалоне. Сборка началась к концу 2014 года. Автомобиль выпускается совместным предприятием Dongfeng Honda и продаётся исключительно на китайском рынке. В конце 2018 года преемником стало шестое поколение Honda Inspire, представляющее собой модернизацию десятого поколения Honda Accord.

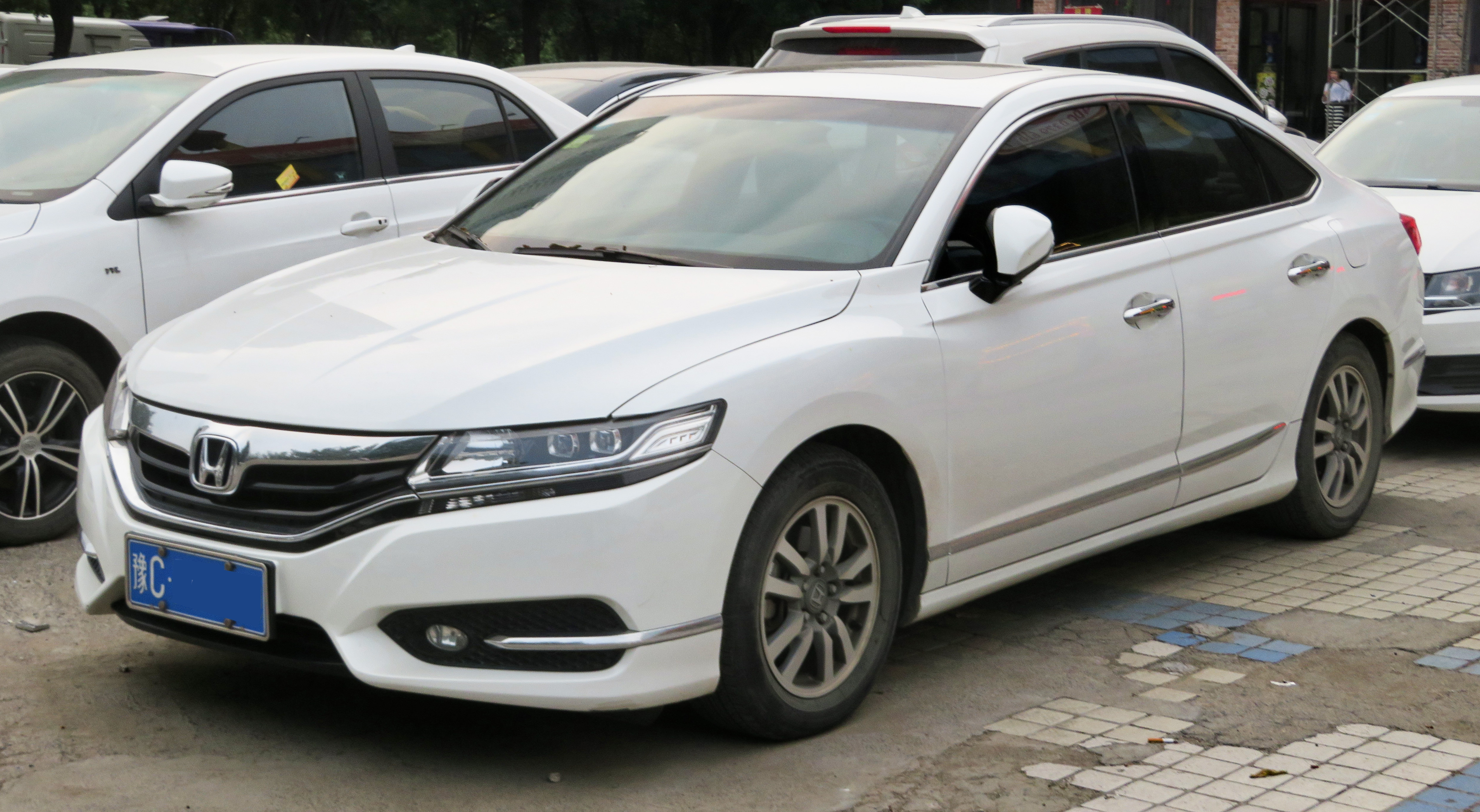
Вид спереди
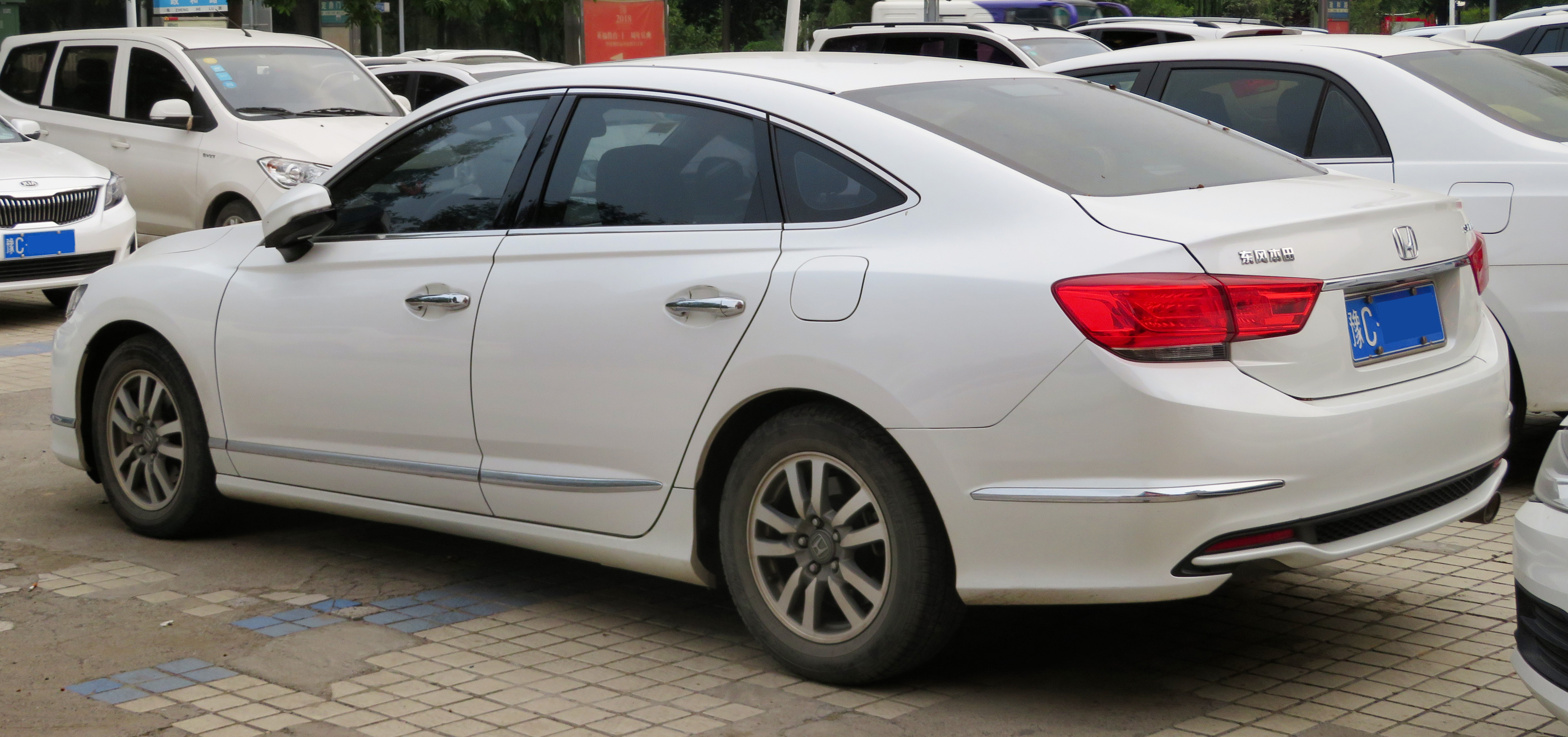
Вид сзади
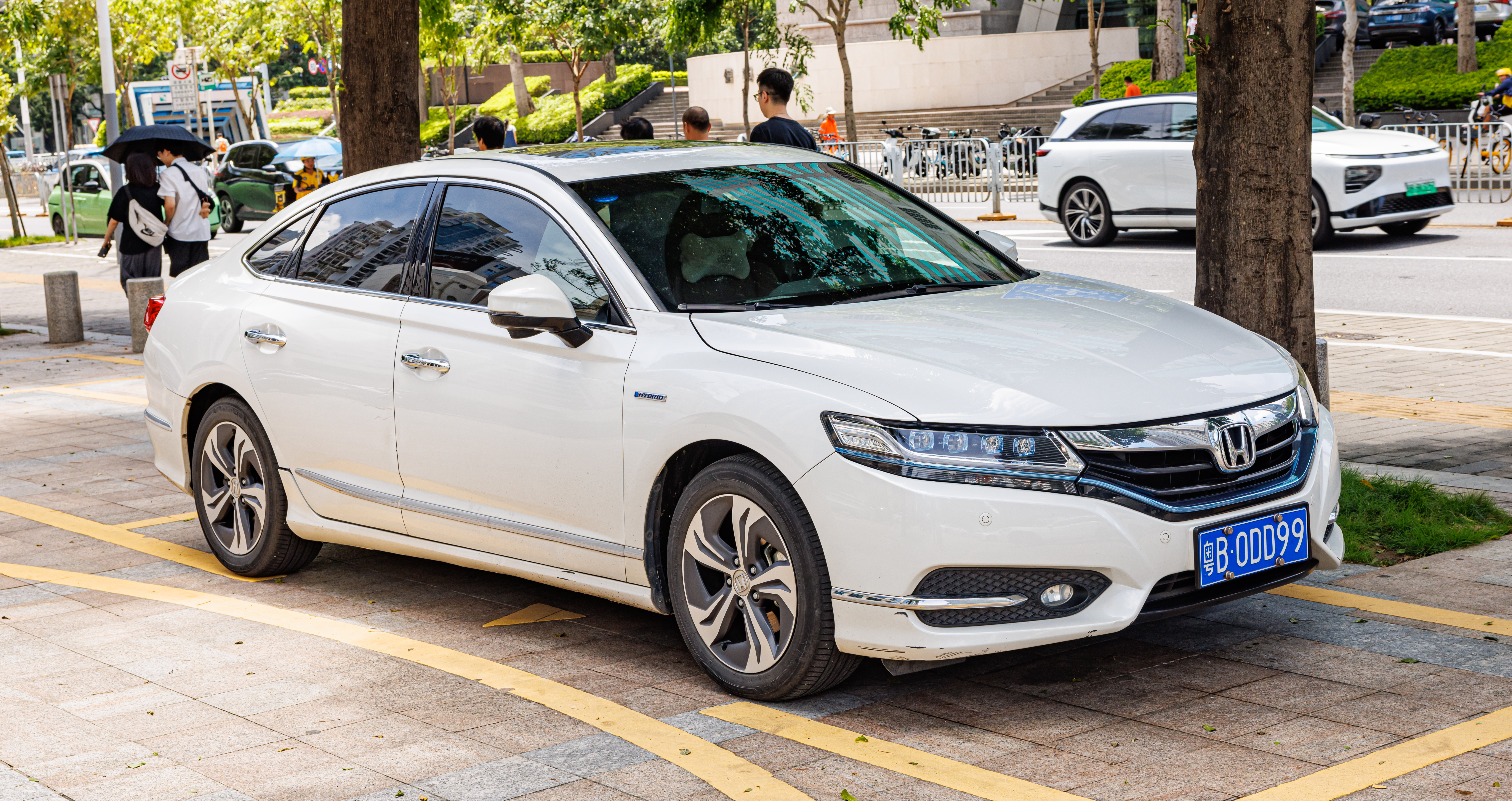
Honda Spirior Sport Hybrid
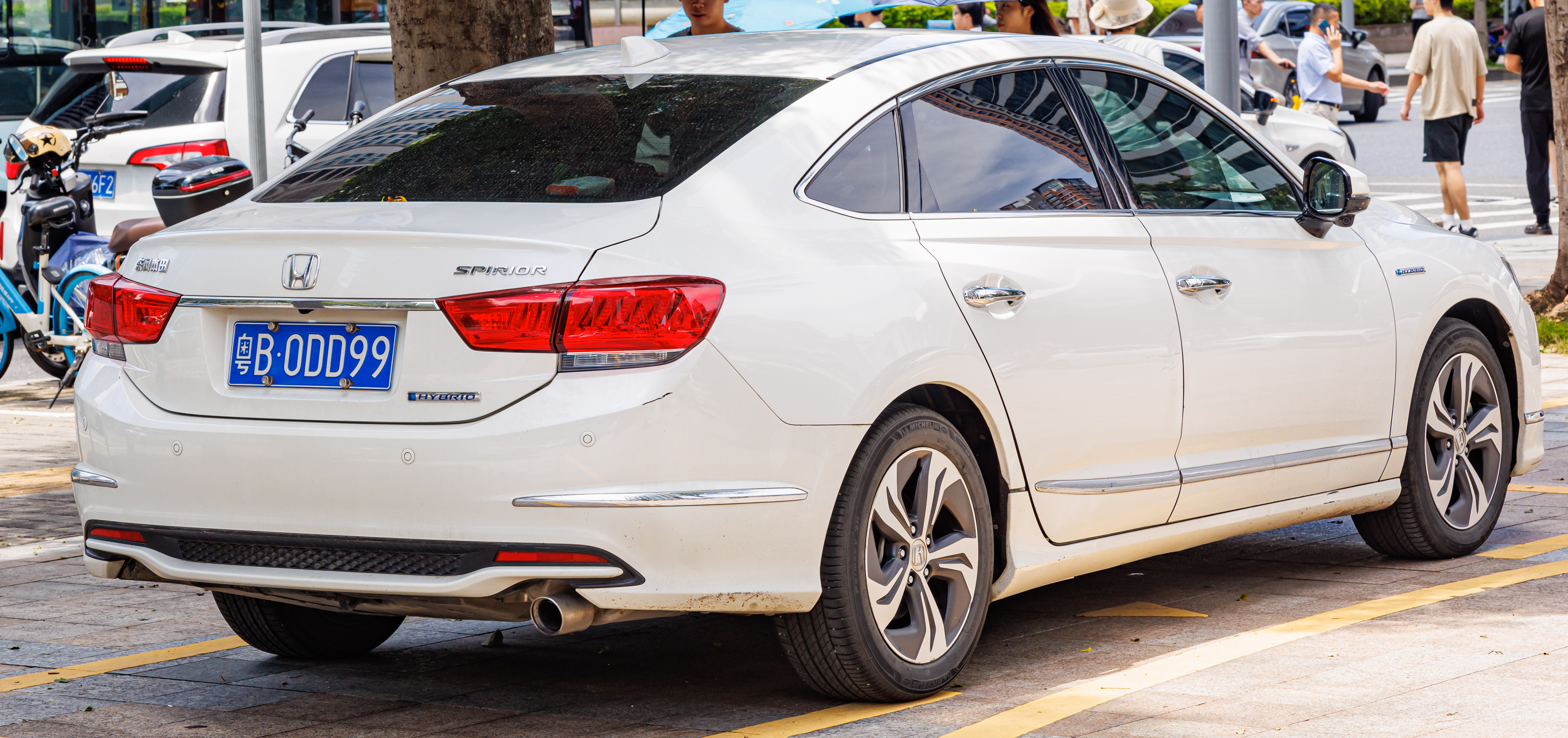
Honda Spirior Sport Hybrid
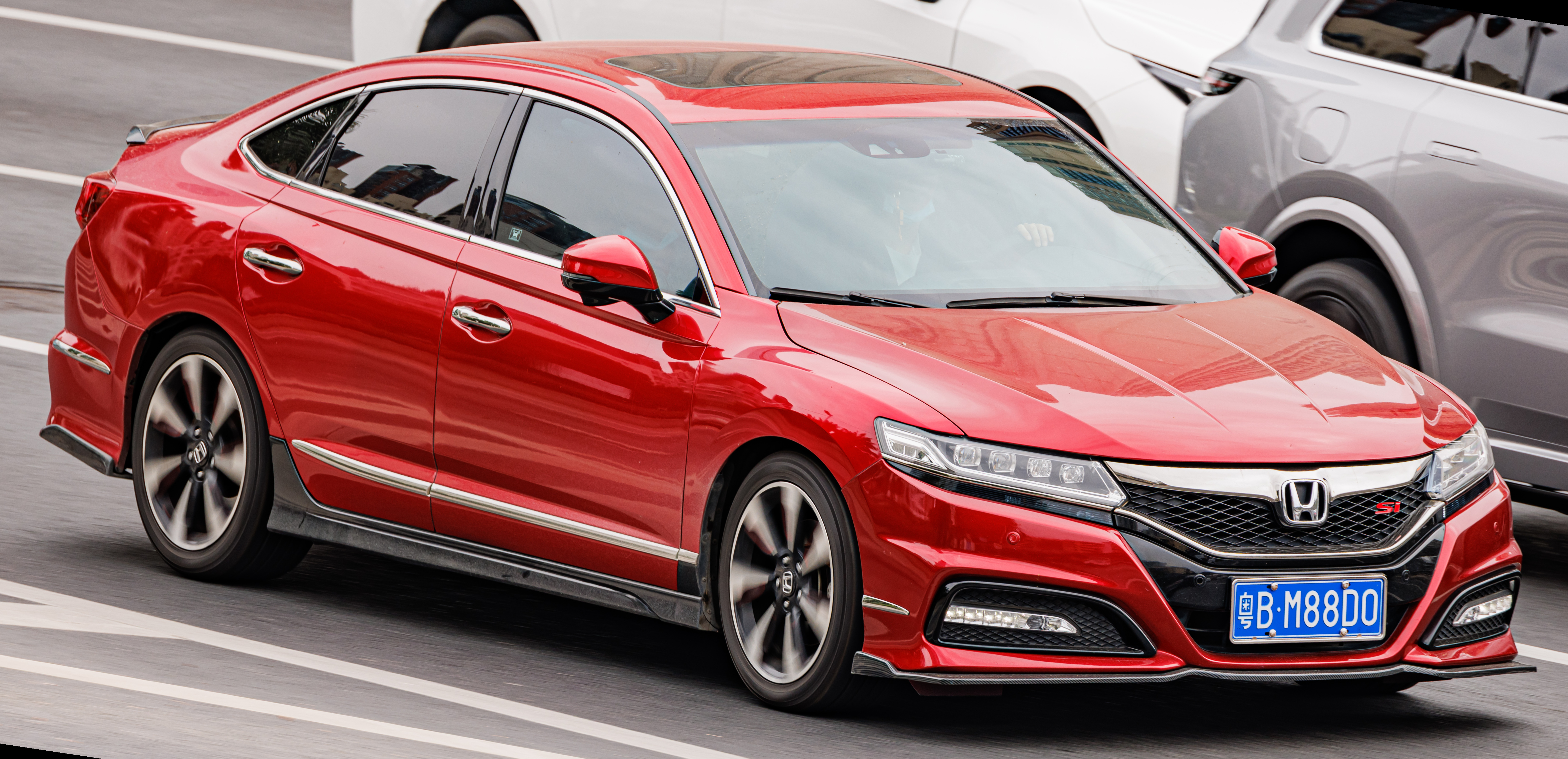
Honda Spirior Si